# Лозан Міна Миколайович
Міна Миколайович Лоза́н (нар. 4 вересня 1929, Христичь) — молдавський радянський зоолог, доктор біологічних наук з 1971 року, професор з 1977 року.

## Біографія
Народився 4 вересня 1929 року в селі Христичі (нині Сороцький район Молдови). 1951 року закінчив Кишинівський педагогічний інститут імені Йона Крянге. Упродовж 1951—1957 років працював учителем. У 1957—1973 роках — аспірант, науковий співробітник Інституту зоології Академії наук Молдавської РСР. З 1973 року — завідувач кафедри зоології Кишинівського державного університету імені Володимира Леніна.

## Наукова діяльність
Вивчав ссавців Молдавської РСР, історію формування фауни, систематику, екологію популяцій, етіологію і процеси мікроеволюції тварин. Автор понад 100 наукових праць, у тому числі моногафій і брошур, зокрема:
- Охотьничья фауна Молдавии и пути ее обогащения. Кишинів, 1966 (у співавторстві з Герасимом Успенським);
- Грызуны Молдавии. Томи 1—2. Кишинів, 1970—1971;
- Млекопитающие. Кишинів, 1979 (серія «Животный мир Молдавии», у співавторстві).

Автор статей до енциклопедії «Радянська Молдавія» (Кишинів, 1982).